# محاصره تانابه

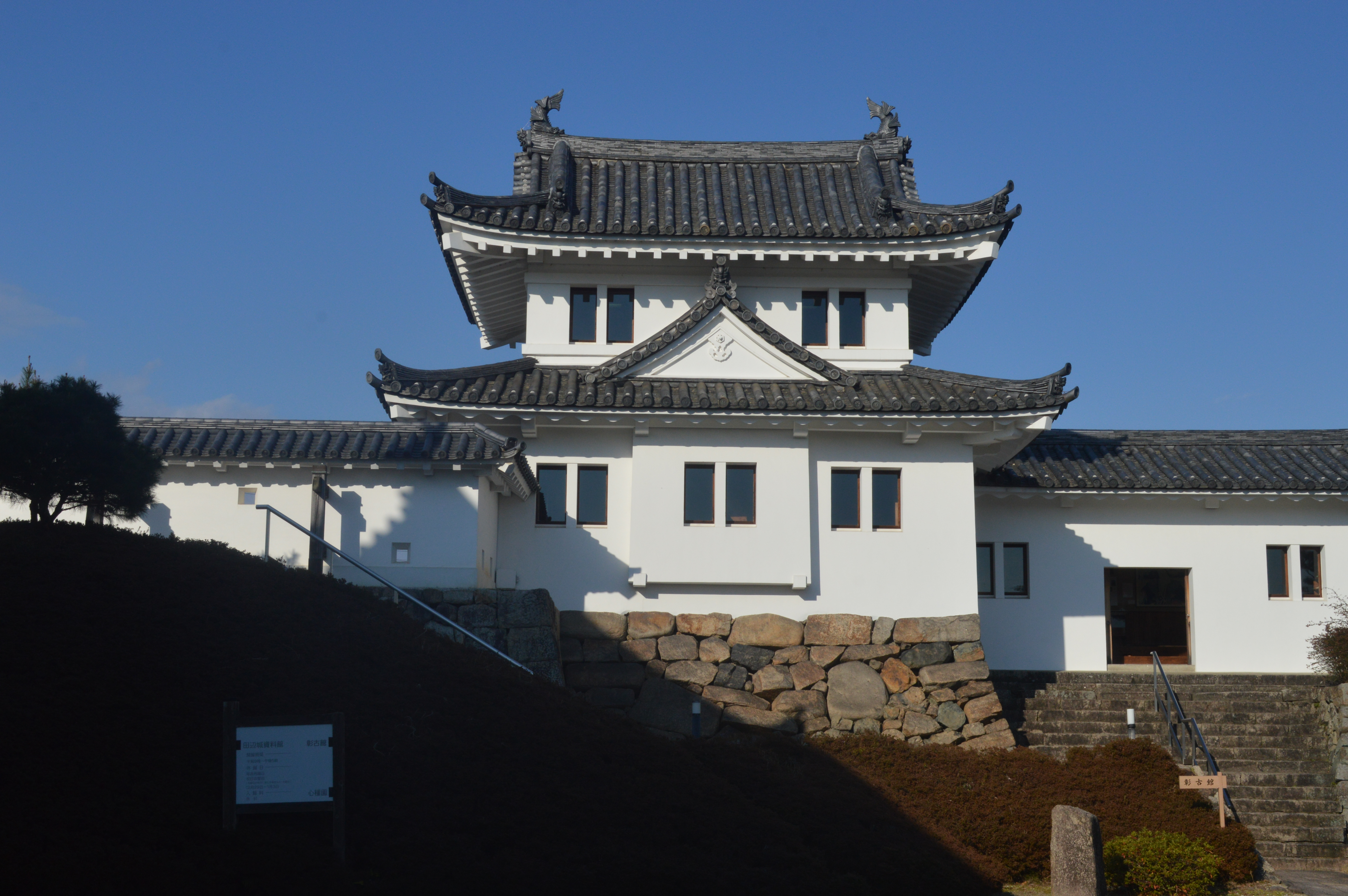
_____

محاصره تانابه (به ژاپنی: 田辺城の戦い たなべじょうのたたかい) یکی از نبردهای وابسته به نبرد سکیگاهارا بود.